# إيلان فولكوف
إيلان فولكوف (بالعبرية: אילן וולקוב‏) هو موزع إسرائيلي، ولد في 8 سبتمبر 1976 في تل أبيب في إسرائيل.

## وصلات خارجية
- إيلان فولكوف على موقع ميوزك برينز (الإنجليزية)
- إيلان فولكوف على موقع ديسكوغز (الإنجليزية)